# Puchar Regionów UEFA
Puchar Regionów UEFA – zawody piłkarskie amatorskich drużyn z Europy. Pierwszy raz odbył się w latach 1998/1999 i od tego czasu odbywa się co dwa lata.

## Dotychczasowe finały
| 5 listopada 1999 | Wenecja Euganejska | 3 − 2 | Madryt | Stadio Comunale, Abano Terme Widzów: ~700 Sędzia: Guido Wildhaber |
|                  |                    |       |        |                                                                   |

| 24 czerwca 2001 | Braga | 2 − 2 (dogr.) k. 2 − 4 | Morawy | Stadion Letná, Zlin Widzów: ~2,800 Sędzia: Tony Chapron |
|                 |       |                        |        |                                                         |

| 28 czerwca 2003 | Maine | 1 − 2 | Piemont-Dolina Aosty | Albstadion, Heidenheim an der Brenz Widzów: ~800 Sędzia: Kris Hermans |
|                 |       |       |                      |                                                                       |

| 9 lipca 2005 | Sofia | 0 − 1 | Baskonia | Stadion Miejski, Proszowice Widzów: ~1,300 Sędzia: Novo Panić |
|              |       |       |          |                                                               |

| 26 czerwca 2007 | Region Południowo-Wschodni | 1 − 2 (dogr.) | Dolny Śląsk | Stadion Hadżiego Dimityra, Sliwen Widzów: ~3,500 Sędzia: Paolo Tagliavento |
|                 |                            |               |             |                                                                            |

| 22 czerwca 2009 | Oltenia | 1 − 2 | Kastylia i León | Stadion ŠRC Zaprešić, Zaprešić Sędzia: Radek Příhoda |
|                 |         |       |                 |                                                      |

| 28 czerwca 2011 | Braga | 2 − 1 | Leinster & Munster | Estádio Cidade de Barcelos, Barcelos Sędzia: Ken Henry Johnson |
|                 |       |       |                    |                                                                |

| 29 czerwca 2013 | Wenecja Euganejska | 0 − 0 (dogr.) k. 5 − 4 | Katalonia | Stadio Comunale, Abano Terme Sędzia: Artur Soares |
|                 |                    |                        |           |                                                   |

| 4 lipca 2015 | Region Wschodni | 1 − 0 | Zagrzeb | Tallaght Stadium, Dublin Sędzia: Nikolaj Hänni |
|              |                 |       |         |                                                |

| 9 lipca 2017 | Zagrzeb | 1 − 0 | Munster/Connacht | TFF Riva Stadium, Stambuł Sędzia: Artyom Kuchin |
|              |         |       |                  |                                                 |

| 26 czerwca 2019 | Bawaria | 2 − 3 | Dolny Śląsk | Wacker-Arena, Burghausen Sędzia: Sebastian Colţescu |
|                 |         |       |             |                                                     |

| 17 czerwca 2023 | Galicja | 3 − 12 − 0Raport | Belgrad | Campo Municipal de A Lomba, Vilagarcía de Arousa Sędzia: Kristoffer Karlsson |
|                 |         |                  |         |                                                                              |